# Багратіонівська (станція метро)
55°44′38″ пн. ш. 37°29′51″ сх. д. / 55.74389° пн. ш. 37.49750° сх. д.
«Багратіонівська» (рос. Багратионовская) — станція Філівської лінії Московського метрополітену. Розташована між станціями «Філі» і «Філівський парк», під вулицею Барклая-де-Толлі.
Була відкрита 13 жовтня 1961 у складі черги «Філі» — «Піонерська».
Названа на честь героя Першої Вітчизняної війни 1812 року князя П. І. Багратіона.
Поруч зі станцією розташоване електродепо «Філі».

## Характеристика
Конструкція станції — наземна відкрита з острівною платформою. Побудована за типовим проектом зі збірного залізобетону.
Через те, що станція постійно піддається впливу несприятливих погодних умов і вібрації від розташованої над нею автостради, конструкції станції за 30 років частково зруйнувалися. На ній було проведено відновлювальний ремонт. Над коліями встановлені металеві навіси.

## Оздоблення
Колони, які підтримують навіс над платформою і естакаду вулиці Барклая, оздоблені сірим мармуром. Покриття платформи — асфальт. Колійні стіни є тільки в середині платформи. Світильники приховані в ребристому перекритті.

## Вестибюлі
На станції два наземних засклених вестибюля, виходи до яких розташовані ближче до країв платформи. Зі станції можна вийти на обидві сторони вулиці Барклая-де-Толлі. У безпосередній близькості від станції знаходяться вулиці Сеславінської й Олеко Дундича, а також Багратіонівський проїзд.

## Пересадки
- Автобуси: с369, т39к

## Колійний розвиток

Колійний розвиток станції «Багратіонівська» і електродепо Філі

Станція з колійним розвитком — 9 стрілочних переводів, пошерсний з'їзд, 1 станційна колія для обороту та відстою рухомого складу і 2 стрілочних з'їзди з II головної станційної колії в електродепо ТЧ-9 «Філі».